# San Ignacio Miní
San Ignacio Miní was een reductie van een christelijke zending in de huidige Argentijnse provincie Misiones. De reductie is in 1632 gesticht door Spaanse jezuïeten die naar Zuid-Amerika waren gekomen.
De oorspronkelijke reductie was gesitueerd in de regio Guayrá, tegenwoordig gelegen in Brazilië. Echter door aanvallen van Portugese bandeirantes werd de reductie in 1632 verplaatst. De reductie kreeg destijds ook haar huidige naam, verwijzend naar de grotere reductie San Ignacio Guazú.
Halverwege de 18e eeuw had de reductie circa 3000 bewoners. Aan het plein van de reductie stond een kerk van ruim 74m lang en 24m breed. Echter, na het opheffen van de jezuïeten door Spanje werd de reductie in 1768 verlaten. In 1817 werd de reductie verwoest.
Samen met de andere jezuïetenmissies van de Guaraní staan de ruïnes van San Ignacio Miní sinds 1983 op de werelderfgoedlijst van de UNESCO. San Ignacio Miní is een van de best bewaarde reducties in Zuid-Amerika.

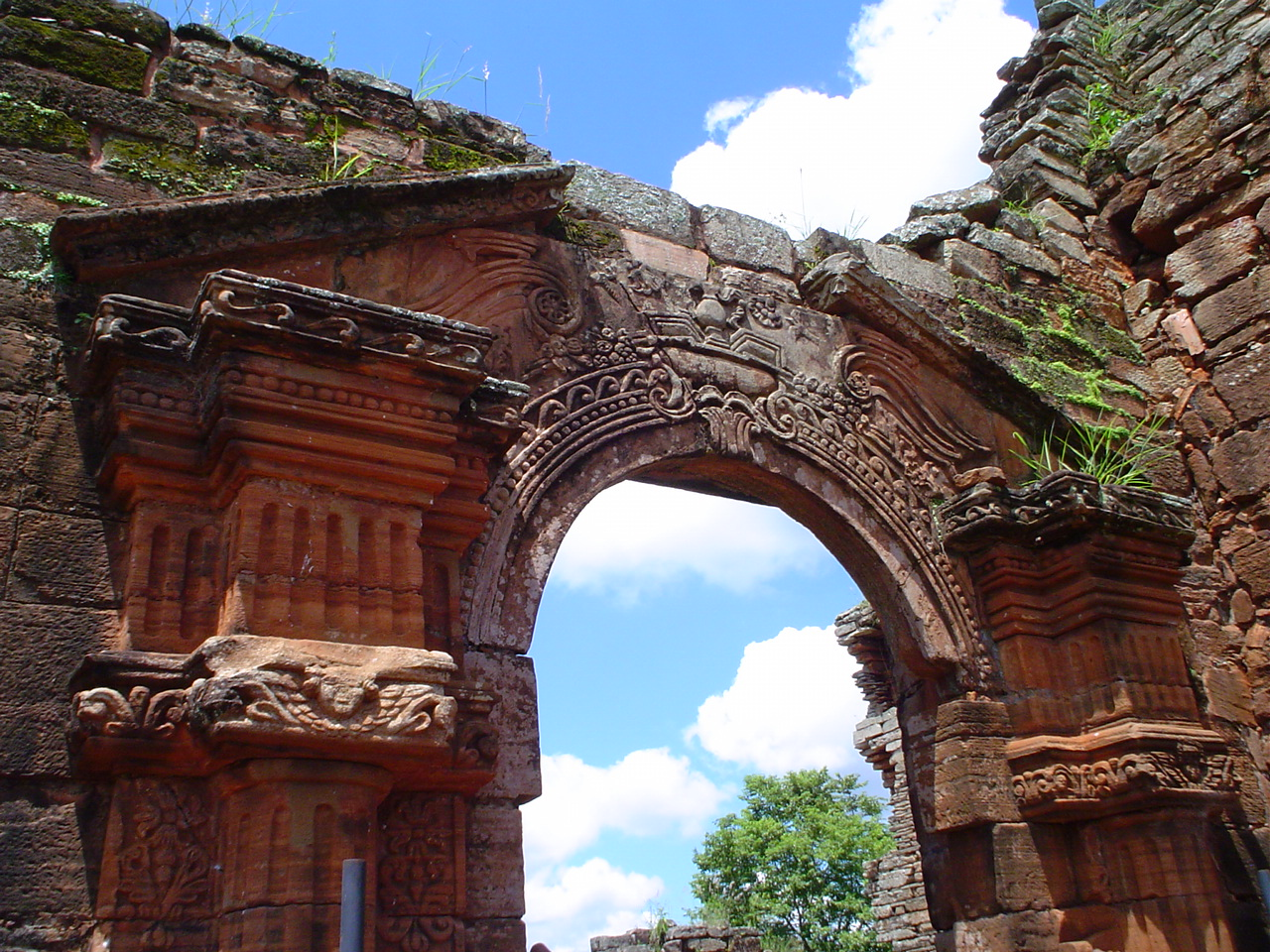
Poort van de kerk

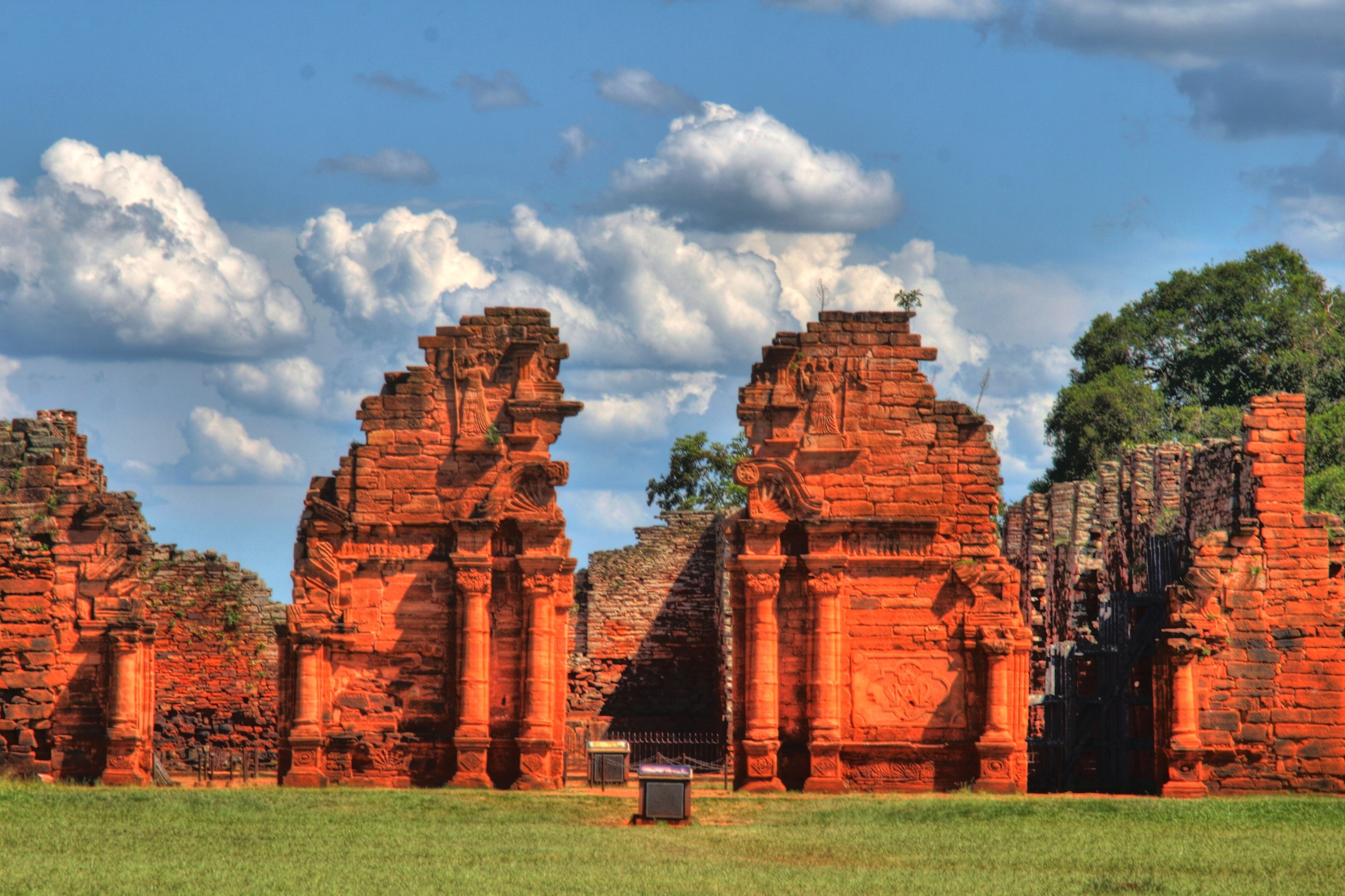
San Ignacio Miní

Nationaal park Los Glaciares ·
Jezuïetenmissies van de Guaraní (San Ignacio Miní · Santa Ana · Nuestra Señora de Loreto · Santa María la Mayor) ·
Nationaal park Iguazú ·
Cueva de las Manos, Río Pinturas ·
Valdés-schiereiland ·
Natuurparken Ischigualasto en Talampaya · 
Jezuïetenkwartier en Estancias van Córdoba ·
Quebrada de Humahuaca ·
Qhapac Ñan, wegennetwerk van de Andes ·
Architecturaal werk van Le Corbusier (Maison du docteur Curutchet) ·
Nationaal park Los Alerces